# Okręg wyborczy Coventry
Okręg wyborczy Coventry powstał w 1298 r. i wysyłał do angielskiej, a następnie brytyjskiej, Izby Gmin dwóch deputowanych. Okręg obejmował miasto Coventry. W 1885 r. liczbę mandatów przypadających na okręg zmniejszono do jednego. Okręg zlikwidowano w 1945 r.

## Deputowani do brytyjskiej Izby Gmin z okręgu Coventry

### Deputowani w latach 1660–1885
- 1660–1661: Richard Hopkins
- 1660–1660: Robert Beake
- 1660–1661: William Jesson
- 1661–1679: Clement Fisher
- 1661–1670: Thomas Flynt
- 1670–1685: Ricahrd Hopkins
- 1679–1679: Robert Beake
- 1679–1685: John Stratford
- 1685–1690: Roger Cave
- 1685–1689: Thomas Norton
- 1689–1695: John Stratford
- 1690–1695: Richard Hopkins
- 1695–1698: George Bohun
- 1695–1698: Thomas Gery
- 1698–1707: Christopher Hales
- 1698–1701: Richard Hopkins
- 1701–1701: Thomas Hopkin
- 1701–1702: Edward Hopkins
- 1702–1707: Thomas Gery
- 1707–1710: Orlando Bridgeman
- 1707–1710: Edward Hopkins
- 1710–1710: Robert Craven
- 1710–1713: Thomas Gery
- 1710–1711: Clobery Bromley
- 1711–1715: Christopher Hales
- 1713–1715: Fulwar Skipwith
- 1715–1737: Adolphus Oughton
- 1715–1722: Thomas Samwell
- 1722–1734: John Neale
- 1734–1737: John Bird
- 1737–1741: John Neale
- 1737–1747: George FitzRoy, hrabia Euston
- 1741–1761: William Grove
- 1747–1747: William Stanhope, wicehrabia Petersham
- 1747–1761: Samuel Greathead
- 1761–1766: James Hewitt
- 1761–1768: Andrew Archer
- 1766–1774: Henry Seymour Conway
- 1768–1773: Richard Glyn
- 1773–1780: Walter Waring
- 1774–1780: Edward Roe Yeo
- 1780–1780: John Baker-Holroyd
- 1780–1781: Thomas Hallifax
- 1780–1781: Thomas Rogers
- 1781–1783: Edward Roe Yeo
- 1781–1784: John Baker-Holroyd, 1. baron Sheffield
- 1783–1784: William Seymour-Conway
- 1784–1796: Sampson Eardley, 1. baron Eardley
- 1784–1796: John Wilmot
- 1796–1802: William Wilberforce Bird
- 1796–1803: Nathaniel Jeffreys
- 1802–1805: Francis William Barlow
- 1803–1826: Peter Moore
- 1805–1812: William Mills
- 1812–1818: Joseph Butterworth
- 1818–1826: Edward Ellice, wigowie
- 1826–1830: Richard Edensor Heathcote
- 1826–1831: Thomas Bilcliffe Fyler
- 1830–1863: Edward Ellice, Partia Liberalna
- 1831–1835: Henry Bulwer, wigowie
- 1835–1847: William Williams, radykałowie
- 1847–1851: George James Turner, Partia Konserwatywna
- 1851–1854: Charles Geach, wigowie
- 1854–1865: Joseph Paxton, Partia Liberalna
- 1863–1867: Morgan Treherne, Partia Konserwatywna
- 1865–1880: Henry Eaton, Partia Konserwatywna
- 1867–1868: Henry Mather Jackson, Partia Liberalna
- 1868–1868: Samuel Carter, Partia Liberalna
- 1868–1874: Alexander Staveley Hill, Partia Konserwatywna
- 1874–1881: Henry Mather Jackson, Partia Liberalna
- 1880–1885: William Wills, Partia Liberalna
- 1881–1885: Henry Eaton, Partia Konserwatywna

### Deputowani w latach 1885–1950
- 1885–1887: Henry Eaton, Partia Konserwatywna
- 1887–1895: William Ballantine, Partia Liberalna
- 1895–1906: Charles James Murray, Partia Konserwatywna
- 1906–1910: Alfred Mason, Partia Liberalna
- 1910–1910: John Kenneth Foster, Partia Konserwatywna
- 1910–1918: David Mason, Partia Liberalna
- 1918–1922: Edward Manville, Partia Konserwatywna
- 1922–1924: Albert Purcell, Partia Pracy
- 1924–1929: Archibald Boyd-Carpenter, Partia Konserwatywna
- 1929–1931: Philip Baker, Partia Pracy
- 1931–1945: William Strickland, Partia Konserwatywna